# Движение гражданской революции
«Движение гражданской революции» (исп. Movimiento Revolución Ciudadana; ДГР) — эквадорская политическая партия левого толка, придерживающаяся демократического социализма и сформированная сторонниками бывшего президента Рафаэля Корреа, которые дистанцировались от партии «Альянс ПАИС» во время президентства Ленина Морено. Партия берёт своё название от термина, используемого для обозначения проекта построения нового общества.

## История
Партия берёт своё начало в января 2018 года, когда бывший президент Эквадора и лидер ПАИС Рафаэль Корреа покинул правящую партию из-за несогласия с новым направлением партии при Ленине Морено. Партия была сформирована Корреа и большой фракцией левых перебежчиков из «Альянса ПАИС».
«Движение гражданской революции» столкнулось с трудностями в получении официальной регистрации, поскольку избирательные органы Эквадора отказались зарегистрировать партию и предоставить ей доступ к системе сбора подписей, поскольку было заявлено, что партия использует символы и лозунги «Альянса ПАИС». Затем лидеры движения попытались зарегистрировать партию под названием «Революционное движение Альфарист», назвав её в честь бывшего президента Эквадора Элоя Альфаро. Однако такая попытка также была отклонена избирательными органами Эквадора. Руководство партии обвинило в этих отказах «политическое руководство» правительства Ленина Морено, обвинив их в стремлении «предотвратить политическое участие» движения и его членов.
В 2021 году на президентских выборах партия выдвинула Андреса Арауса, который занял первое место в первом туре. Второй тур президентских выборов состоялся 11 апреля 2021 года и завершился победой консервативного бывшего банкира Гильермо Лассо, набравшего 52,4% голосов по сравнению с 47,6% у кандидата от «Движения гражданской революции», левого экономиста Арауса, которого поддержал находящийся в изгнании бывший президент Рафаэль Корреа. На парламентских выборах, прошедших одновременно с президентскими, партия получила 49 мест, находясь в составе коалиции «Союз ради надежды».
В июне 2021 года сообщалось, что Араус ушёл с поста лидера партии, и его на короткое время заменила Раиса Корраль, законодатель от Манаби. Позднее в 2021 году её сменила Марсела Агуиньяга на посту председателя «Движения гражданской революции».
В 2023 году правительство Лассо столкнулось с политическим кризисом, из-за чего в этом же году состоялись досрочные всеобщие выборы. Кандидатом в президенты от партии была выдвинута Луиса Гонсалес, занявшая первое место в первом туре. Однако во втором туре она получила  48,2% голосов, уступив победу либералу Даниэлю Нобоа, который получил поддержку 51,8% избирателей. Также «Движение гражданской революции» получило 52 места в Национальном собрании.
На выборы 2025 года партия заключила союз с «Движением РЕТО» и вновь выдвинула в качестве кандидата в президенты Луису Гонсалес, но на этот раз в паре с кандидатом в вице-президенты Диего Борхой. В первом туре Гонсалес заняла второе место.